# Mount Sladen
Mount Sladen ist ein 890 m hoher, markanter und pyramidenförmiger Berg im östlichen Teil von Coronation Island im Archipel der Südlichen Orkneyinseln. Er ragt 2,5 km nordöstlich des Saunders Point auf.
Der Falkland Islands Dependencies Survey (FIDS) nahm zwischen 1948 und 1949 Vermessungen des Bergs vor. Das UK Antarctic Place-Names Committee benannte ihn 1955 nach William Joseph Lambart Sladen (1920–2017), Arzt und Biologe des FIDS in der Hope Bay im Jahr 1948 und auf Signy Island im Jahr 1950, der in den 1960er und 1970er Jahren im Rahmen des United States Antarctic Research Program mit den Untersuchungen der Adelie- und Kaiserpinguine am Kap Crozier auf der Ross-Insel federführend betraut war.